# Fred Luchsinger

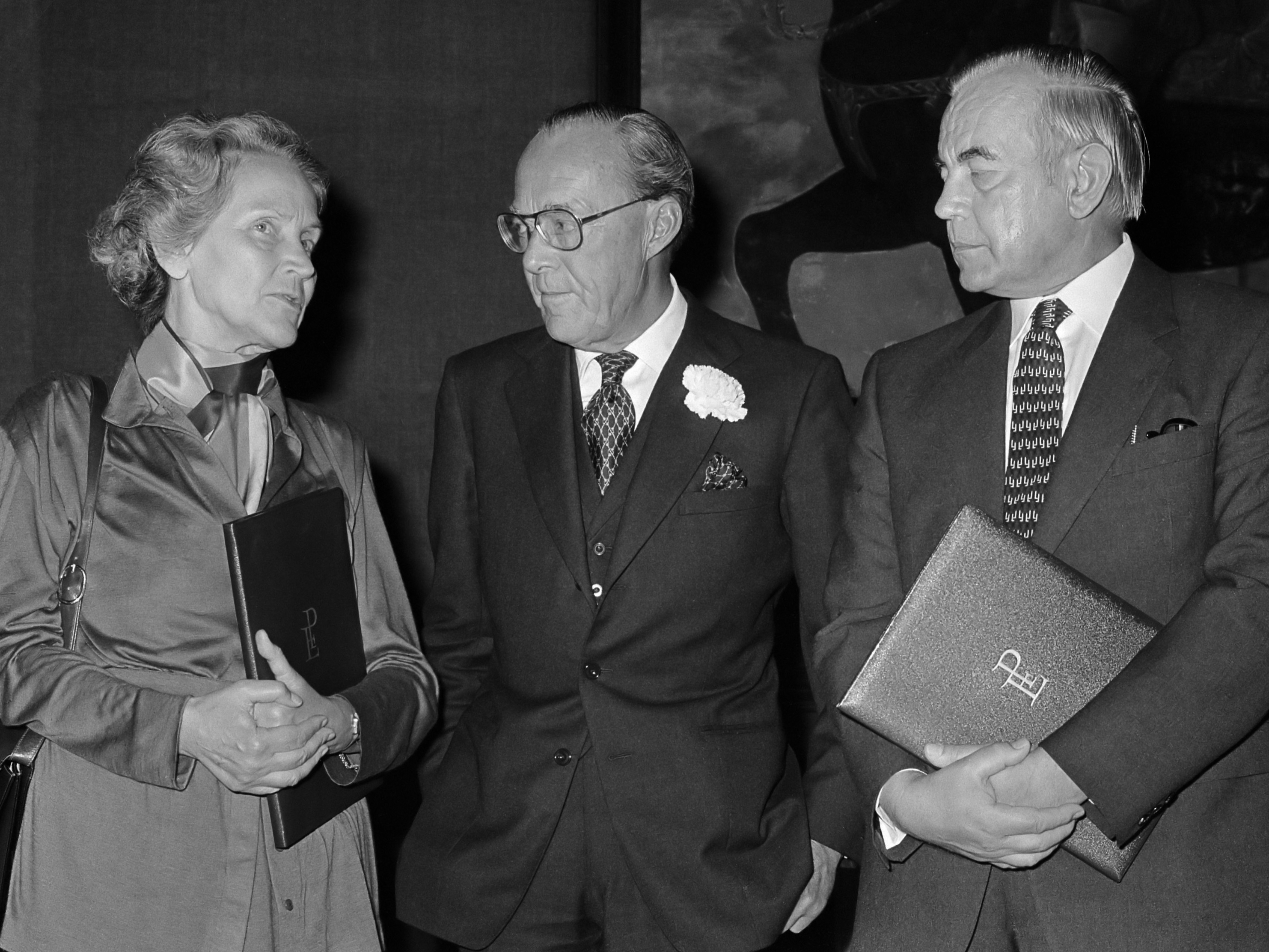
Marion Dönhoff, Bernhard zur Lippe-Biesterfeld und Fred Luchsinger (1979)

Friedrich Wilhelm «Fred» Luchsinger (* 9. Juli 1921 in St. Gallen; † 9. Mai 2009) war ein Schweizer Journalist und Chefredaktor der Neuen Zürcher Zeitung.
Luchsinger studierte nach dem Besuch des Literargymnasiums der Kantonsschule St. Gallen in Zürich und Basel Geschichtswissenschaft und Philosophie. Bei Werner Kaegi promovierte er 1948 über den Basler Buchdruck als Vermittler italienischen Geistes zum Dr. phil.
1949 kam Fred Luchsinger als Volontär zur Auslandredaktion der Neuen Zürcher Zeitung (NZZ), deren Deutschland-Korrespondent er von 1955 bis 1963 war. Seine Kritik an der deutschen Regierungspolitik und an Bundeskanzler Konrad Adenauer trug zum Ruf der NZZ in Deutschland bei.
Im Herbst 1963 kehrte Luchsinger als Auslandredaktor in die Zentralredaktion der NZZ nach Zürich zurück. 1966 übernahm er die Leitung der Auslandredaktion, 1968 wurde er als Nachfolger von Willy Bretscher zum Chefredaktor der NZZ ernannt. In dieser Funktion gestaltete er die NZZ zu einer modernen Tageszeitung um. Von 1971 bis 1976 war er Mitglied des Verwaltungsrates der Schweizerischen Depeschenagentur. 1984 ging er in den Ruhestand; seine Position übernahm Hugo Bütler. Luchsingers journalistische Laufbahn war durch den Kalten Krieg geprägt.
Luchsinger war Mitglied des Vorstands der Freisinnig-Demokratischen Partei des Kantons Zürich und des Stiftungsrats der Pro Helvetia. In der Schweizer Armee hatte er den Rang eines Majors.

## Auszeichnungen
- 1981 Grosses Bundesverdienstkreuz
- 1985 Freiheitspreis der Max Schmidheiny-Stiftung an der Universität St. Gallen

## Publikationen (Auswahl)
- Der Basler Buchdruck als Vermittler italienischen Geistes. 1470-1529. Helbing & Lichtenhahn, Basel 1953. (Basler Beiträge zur Geschichtswissenschaft; 45) (Diss. phil.-hist. Basel).
- Die Neue Zürcher Zeitung im Zeitalter des Zweiten Weltkrieges, 1930-1955. Zürich 1955.
- Bericht über Bonn. Deutsche Politik 1955-1965. Artikel, Vorträge, Essais, Berichte und Reportagen. Fretz & Wasmuth, Zürich; Stuttgart 1966.
- Amerikas Engagement in Vietnam. Buchverlag Neue Zürcher Zeitung, Zürich 1966.
- Realitäten und Illusionen. NZZ-Leitartikel zur internationalen Politik, 1963-1983. Verlag Neue Zürcher Zeitung, Zürich 1983, ISBN 3-85823-082-0.